# Freizeitpolitik
Freizeitpolitik (Kompositum aus deutsch „Freizeit“ = frei verfügbare Zeit und altgriechisch „Politik“ = Kunst der Staatsverwaltung) umfasst als Politikfeld die politischen Inhalte, Prozesse und Strukturen im Freizeitbereich. „Sie tritt oft weniger explizit in Erscheinung, sondern ist als Querschnittsaufgabe  integrativer Bestandteil anderer Politikfelder wie Sozialpolitik, Wirtschaftspolitik, Arbeitspolitik, Raumordnungspolitik, Bodenpolitik, Umweltpolitik, Verkehrspolitik, Wohnungsbau und Stadtbaupolitik, Familienpolitik und Jugendpolitik“.

## Legitimation
Freizeit bedarf der politischen und staatlichen Absicherung, da sie eine Sozialleistung der Gesellschaft und Teil der ökonomischen Umverteilung ist und zudem wichtige Funktionen für Einzelne und die Gesellschaft erfüllt (wie z. B. Erholung, Gesundheit, Ehrenamt). Freizeitpolitik soll auf dem Prinzip der Freiwilligkeit und Zwangslosigkeit beruhen und freiheitliche Selbstbestimmung für alle beteiligten Menschen gewährleisten.
Eine wesentliche freizeitpolitische Legitimationsgrundlage ist die Verankerung des Rechts auf Erholung und Freizeit in Artikel 24 der Allgemeinen Erklärung der Menschenrechte, welche grundsätzlich eine Schutzpflicht des Staates implizieren.
Artikel 24: Jeder hat das Recht auf Erholung und Freizeit und insbesondere auf eine vernünftige Begrenzung der Arbeitszeit und regelmäßigen bezahlten Urlaub.
Ordnungspolitische Gründe für freizeitpolitische Interventionen sind zum einen, dass der Freiraum des Einen an den eines Anderen stößt, das Vorhandensein von bevorzugten und benachteiligten Menschen und dass das kurzfristige Interesse des Einzelnen dem langfristigen Interesse der Gesellschaft zuwiderlaufen kann.
Zu den finanzpolitischen Gründen gehören die Finanzierung von öffentlichen Aufgaben (wie Sportförderung, Kulturförderung, Einrichtungen und Infrastruktur) sowie die Bereitstellung von öffentlichen Mitteln für freizeitpolitische Projekte.

## Aufgabe
In allen Staaten wird Freizeit als „key component in the quality of life and in urban regeneration (both social and economic)“ angesehen.
Die grundlegenden Aufgaben der Freizeitpolitik erstrecken sich über ein breites Spektrum quer durch die Gesellschaft. Es geht bei der Freizeitpolitik nicht darum, ein komplett ausgearbeitetes Programm für jeden politischen oder gesellschaftlichen Bereich vorzulegen, sondern darum, die wesentlichen Richtlinien der für Freizeit essentiellen politischen Bereiche zu erstellen. Die wesentlichen vier Bereiche sind:
1. Wohnungsbau, Stadtentwicklung, Raumordnung und Strukturpolitik
2. Arbeitspolitik und Sozialpolitik
3. Gesundheit und Sport
4. Bildung und Kultur

Konkrete Aufgaben der Freizeitpolitik können dabei die räumlichen Erfordernisse von Freizeit und Erholung, Tourismussprobleme, Erhöhung des Wohn- und Freizeitwertes in umweltbeeinträchtigten Wohnquartieren, Tourismusförderung (z. B. Urlaub auf dem Bauernhof), Förderung des Breiten- und Freizeitsports, Kulturarbeit und kulturelle Bestätigung und Jugend sowie Altenfreizeitfürsorge sein.

## Ziele
Für eine gerechte Freizeitpolitik sind Ziele schwer zu definieren, weil jede Bevölkerungsschicht andere Ansprüche und Bedürfnisse an die Freizeitpolitik stellt. Dies lässt sich beispielsweise durch unterschiedliche Bildung, verschiedene finanzielle Gegebenheiten oder den subjektiven Charakter des Einzelnen begründen. Besonders auf die Freizeitpolitik sind allerdings die gesellschaftlich benachteiligten Menschen angewiesen, da sie oft nicht in der Lage sind, ihre Ziele selbst zu verwirklichen. Deswegen bedarf es einer planenden politischen Gestaltung, um die Wünsche jeder gesellschaftlichen Gruppe zu bedenken. Das Leitziel einer Freizeitpolitik ist aus diesem Grunde die Humanisierung der Freizeit von den vielfachen Zwängen und Einschränkungen u. a. durch Gewährleistung von Barrierefreiheit für die benachteiligten Gesellschaftsgruppen. Für diese Gruppen gilt es also differenzierte und konkrete Ziele festzulegen. Zu den besonders beachtenswerten Gruppen zählen:
1. Benachteiligte Arbeitnehmer, aufgrund von zeitlichen Einschränkungen und beruflichen Verpflichtungen.
2. Berufstätige und kinderreiche Mütter, aufgrund von zeitlichen Einschränkungen und häuslichen Verpflichtungen.
3. Ältere Menschen, aufgrund von gesundheitlichen Einschränkungen und sozialen Ängsten.
4. Kinder und Jugendliche, aufgrund vom Fehlen spezifischer Freizeit- und Weiterbildungsangeboten.
5. Randgruppen, aufgrund vom Fehlen sozialer Komponenten und körperlichen sowie geistigen Disbalancen.

## Handlungsfelder
Aufgrund der oben genannten benachteiligten Bevölkerungsgruppen ergeben sich speziell politische Handlungsfelder und damit einhergehende konkrete Aufgaben der Freizeitpolitik:
| Handlungsfelder              | Aufgaben |
| ---------------------------- | --- |
| Raumordnung / Wohnwelt       | - Abbau der räumlichen Trennung von Wohn- und Arbeitsraum - Verbesserung der Freizeitbedingungen im Wohnbereich                                                   |
| Verkehr / Umwelt             | - Verkehrsberuhigung zugunsten von mehr Wohn- und Lebensqualität                                                                                                  |
| Lebensqualität               | - Schonender Umgang mit Erholungs- und Naturlandschaften |
| Arbeit / Arbeitszeit         | - Humanisierung und Neubewertung der Arbeit - Förderung von Arbeitsformen mit mehr Zeitautonomie                                                                  |
| Bildung / Kultur             | - Verbesserung der Bildungsvoraussetzungen für eine zeitautonomere Lebensgestaltung - Gewährleistung von Rahmenbedingungen für ein vielfältiges kulturelles Leben |
| Selbsthilfe / Soziales Leben | - Aufwertung und Belebung von Eigeninitiative - Förderung von Kommunikationsfähigkeit und öffentlichem Engagement in der Freizeit                                 |
| Sport / Tourismus            | - Weiterentwicklung des gesundheits-, gemeinschafts- und umweltorientierten Sports - Förderung einer sozial- und umweltverantwortlichen Tourismusentwicklung      |
| Jugend / Alter               | - Schaffung günstiger Rahmenbedingungen für eine vielfältige Freizeitgestaltung von Kindern und Jugendlichen - Förderung eines aktiven Lebens im Alter            |

## Struktur der Freizeitpolitik
Freizeit berührt grundsätzlich mehrere Politikfelder, daher kann man die Freizeitpolitik als Querschnittsaufgabe verstehen. Somit ist es wichtig, dass Freizeitpolitik integrierend zu den verschiedenen Sektoren wirkt.
In Deutschland stellen Bund und Länder einen Großteil allgemein zugänglicher Freizeitangebote und -infrastruktur bereit. Durch Gesetze, Bestimmungen und Regelungen schaffen sie neben der materiellen Seite die entsprechenden Rahmenbedingungen, innerhalb derer sich die Aktivitäten der einzelnen Freizeitverbände, kirchlichen Organisationen, Arbeitgeber und privaten Anbieter abspielen. Die konkrete Umsetzung vollzieht sich jedoch materiell und inhaltlich auf der kommunalen Ebene.
Die inhaltliche Zuständigkeit und Aufgabenverteilung in der Freizeitpolitik auf Bundes- sowie auf Landesebene ist relativ aufgesplittert und es gibt viele Überschneidungen. Fast alle Bundesministerien behandeln einen Teilbereich des großen Aufgabenfeldes der Freizeitpolitik. Es befindet sich außerdem in keinem Bundesland eine eigene und umfassende Zuständigkeit für Freizeitbelange und Planungen, obwohl die Länder für die Freizeit-, Kultur- und Sportpolitik zuständig sind. Die Herstellung der notwendigen Bedingungen für vielfältige Freizeitaktivitäten und die Verbindung mit anderen Bereichen wie Wirtschaft, Wohnungs- und Städtebau, Verkehr, Landwirtschaft etc. gehört zur Aufgabe der Landes- und Gebietsentwicklung.
Sowohl unmittelbar die Freizeit betreffende Wertsetzungen, als auch die Schaffung entsprechender materieller Rahmenbedingungen sind politisch kontrovers und werden politisch entschieden. Gleichzeitig wirken sich Entscheidungen in Bereichen wie z. B. Beschäftigungspolitik, Technologie-, Bildungs- und Kulturpolitik mittelbar auf den Freizeitbereich aus.
Obschon viele Politikbereiche freizeitrelevante Planungen und Entscheidungen zum Gegenstand haben, besteht in der Bundesrepublik nur in wenigen Ländern ein freizeitpolitisches Grundkonzept, das Freizeit im Sinne einer Querschnittsaufgabe der Fachplanungen zusammenführt in der Sozialpolitik, Wirtschafts- & Arbeitspolitik, Raumordnungspolitik, Bodenpolitik, Umweltpolitik, Verkehrspolitik, Medien-, Kultur- und Bildungspolitik, Gesundheitspolitik, Frauenpolitik.
Als querschnittsorientierte Politik ist Freizeitpolitik „… gezwungen, Ressortgrenzen zu überschreiten und unterschiedlichen Bedarf durch Verknüpfung (nicht durch Einzelmaßnahmen) zu decken.“ Ansätze freizeitorientierter Politiken stellen aber lediglich Tourismus-, Sport- und Medienpolitik dar.

## Akteure
Freizeitpolitische Akteure lassen sich u. a. nach Rechtsform (öffentlich-rechtlich, privatrechtlich, Mischformen), politischen Ebenen (global bis lokal) und berufsständischer Zugehörigkeit (z. B. Hotellerie, Reisebüros, Verkehrsträger) unterscheiden.

### Staatliche Akteure auf nationaler Ebene in Deutschland
Bis Anfang der 1970er Jahre bezog sich die westdeutsche Freizeitpolitik auf Bundesebene vornehmlich auf Maßnahmen der Infrastrukturpolitik. Erst in den folgenden Jahren wurden grundsätzliche Regelungen zur Koordinierung der unterschiedlichen Aufgaben im Freizeitbereich geschaffen. Heute lässt sich feststellen, dass fast alle Bundesministerien einen Teilbereich dieses großen Aufgabenfeldes behandeln.
| Bundesministerium                                         | Zuständigkeit |
| --------------------------------------------------------- | --- |
| des Innern (BMI)                                          | Förderung des Breitensports und der Sportwissenschaften                                                                           |
| für Wirtschaft (BMWi)                                     | Tourismus, Freizeitwirtschaft |
| für Umwelt, Naturschutz, Bau und Reaktorsicherheit (BMUB) | Erholungsvorsorge in Natur und Landschaft, natur- und umweltverträgliche Freizeitgestaltung, Besuchermanagement in Schutzgebieten |
| für Verkehr (BMV)                                         | Förderung des Wasser- und Luftsports, Freizeit- und Erholungsverkehr                                                              |
| für Bildung und Wissenschaft (BMBW)                       | Bildung in der Freizeit und Förderung der Freizeitwissenschaft, Hochschulsport, Weiterbildung                                     |
| für Raumordnung, Bauwesen, Städtebau (BMbau)              | Raumordnungspolitische Belange der Freizeit und des Tourismus                                                                     |

Die hier abgebildete Tabelle zeigt in Auszügen die Zersplitterung und teilweise Überschneidung bei der inhaltlichen Zuständigkeits- und Aufgabenverteilung in der Freizeitpolitik auf Bundesebene, die sich in jeder Legislaturperiode wieder ändern kann.

### Freizeitpolitische Akteure auf globaler Ebene
Auf der globalen Ebene agiert die Weltfreizeitorganisation (World Leisure Organization, WLO). Die Weltfreizeitorganisation ist eine globale nichtstaatliche Vereinigung von Personen und Organisationen. Sie widmet sich der Untersuchung und Förderung von den Bedingungen, die es ermöglichen, dass Freizeit als Kraft für das menschliche Wachstum, Entwicklung und Wohlbefinden dient. Sie bietet Foren wie Kongresse (World Leisure Congress findet alle zwei Jahre statt), Newsletter und Programme wie Ausbildungen und Arbeitsgruppen (u. a. zu Freizeitrecht und -politik). Sie engagiert sich für sachkundige Beratung durch Positionspapiere, internationale Erklärungen und Chartas. Außerdem arbeitet sie mit anderen Unternehmen und Organisationen wie z. B. mit den Vereinten Nationen. Das Ziel der WLO ist es, eine internationale Freizeit-Gemeinschaft zu entwickeln.

## Aktuelle Themen
Inklusion und Barrierefreiheit sind von grundlegender und aktueller Bedeutung in der Freizeitpolitik. Seit 2009 ist die UN-Behindertenrechtskonvention in Deutschland rechtsverbindlich verankert.
Außerdem spielt die Integration von Menschen mit Migrationshintergrund eine bedeutende Rolle. Dies ist anhand des Koalitionsvertrags für die 18. Legislaturperiode ersichtlich, da die Stärkung der „Willkommens- und Anerkennungskultur“ ein wichtiges Vorhaben darstellt.
Von zunehmender freizeitpolitischer Bedeutung ist zudem die Gewährleistung von Erholung als Ökosystemleistung in grüner Infrastruktur.
Das Mediennutzungsverhalten der Deutschen schlägt sich ebenfalls in der Freizeitpolitik nieder. Seit der Entwicklung des Internets verwenden die Menschen ihre Freizeit größtenteils zur Nutzung von Informations- und Kommunikationstechnologien.
Auch der demografische Wandel stellt die Freizeitpolitik vor neue Herausforderungen.

## Freizeit-Charta der Weltfreizeitorganisation
Die WLO hat im Jahr 1970 die Charter for Leisure veröffentlicht. Sie besteht aus acht Artikeln, die zum Thema Freizeit Rahmenbedingungen formulieren:
1. Alle Menschen haben das Recht zu Freizeitaktivitäten, welches durch den Staat geschützt werden muss.
2. Die Vorsorge für den Zugang zu Freizeit und Erholung sollte vom Staat gesichert werden.
3. Der/die Einzelne ist seine/ihre beste Freizeit- & Erholungsressource und der Staat sollte den Erwerb entsprechender Kompetenzen fördern.
4. Die Nutzung von Freizeitmöglichkeiten sollte für den Einzelnen selbsterfüllend sein und eine hohe Lebensqualität sichern.
5. Der Staat solle Freizeiterlebnisse auch in Zukunft möglich machen durch die Sicherung der Qualität von sozialem Umfeld und Umwelt.
6. Der Staat sollte die Ausbildung von Fachkräften gewährleiste.
7. Die Einwohner sollten Zugang zu allen Formen der Freizeitinformation haben.
8. Die Integration von Art und Bedeutung von Freizeit in den persönlichen Lebensstil sollte Teil der formellen Bildung werden.